# صورة طيفية

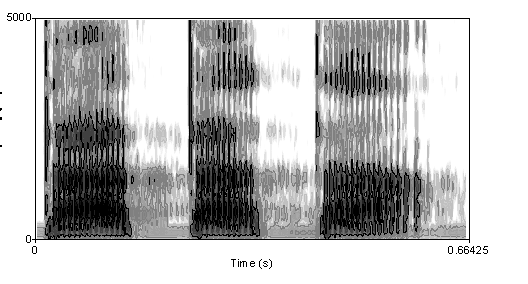
سپكتروگرام لشخص ذكر يقول "تا تا"

السپكتروگرام أو الصورة الطيفيَّة أو مخطَّط الطيف أو الرسم الطيفي وهي التي يظهر بها كثاقة الطيف وتختلف مع اختلاف الوقت في تلك الكثافة وتعرف أيضا بأسم شلالات الطيف وتخطيط الصوت وتستخدم لتحديد الاصوات الفظة وذلك لتحليل صرخات الحيوانات، وكذلك في مجالات الموسيقى، والسونار / الرادار، وتجهيز الكلام، وعلم الزلازل وغيرها من المجالات

## أكثر الاشكل شيوعا له
والشكل الأكثر شيوعا هو الرسم الهندسي مع اثنين من أبعاد هي : المحور الأفقي يمثل الزمن، والمحور الرأسي هو تردد ؛ البعد الثالث يبين اتساع وتيرة معينة في وقت معين ويمثل كثافة أو لون في كل نقطة الصورة

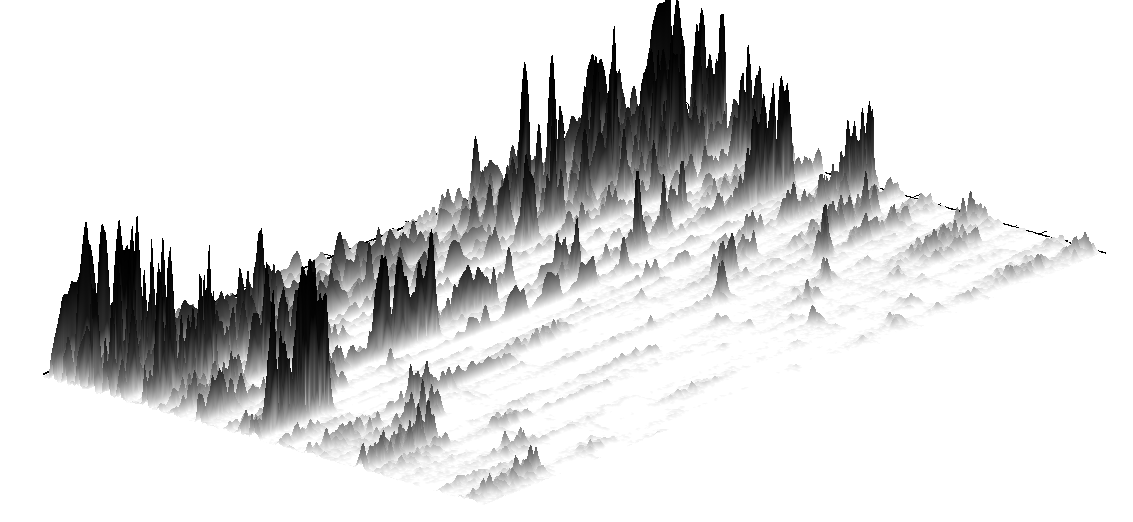
3D السطحية الطيفية للجزء من قطعة موسيقية.

## استخدامات
- وقد طبقت لدراسة الطيور، مع استمرار البحث الحالي باستخدام المعدات الرقمية الحديثة وتطبيقها على جميع أصوات الحيوانات وانها مفيدة بصورة خاصة لدراسة تضمين التردد في الحيوان
- وهي مفيدة في المساعدة على التغلب على عيوب الكلام
- وتستخدم في دراسات الصوتيات وتوليف الكلام وكثيرا ما يسر من خلال استخدام الصور الطيفية
- ويمكن استخدامها لتحليل نتائج اختبار إشارة عابرة عن طريق معالج الإشارات مثل فلتر لفحص أدائها

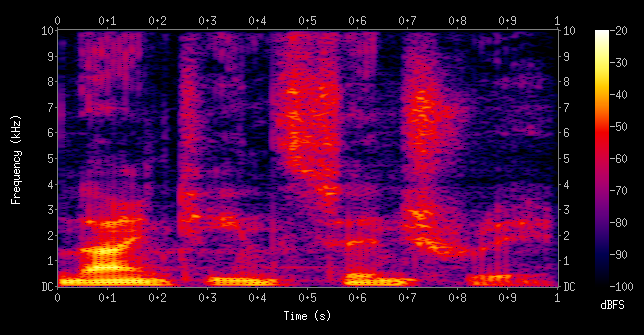
صورة طيفية لصوت قائلا "nineteenth century" (القرن التاسع عشر).

## اقرأ أيضاً
- مرسام الطيف
- استبانة طيفية